# Distrito Escolar de la Ciudad de Albany

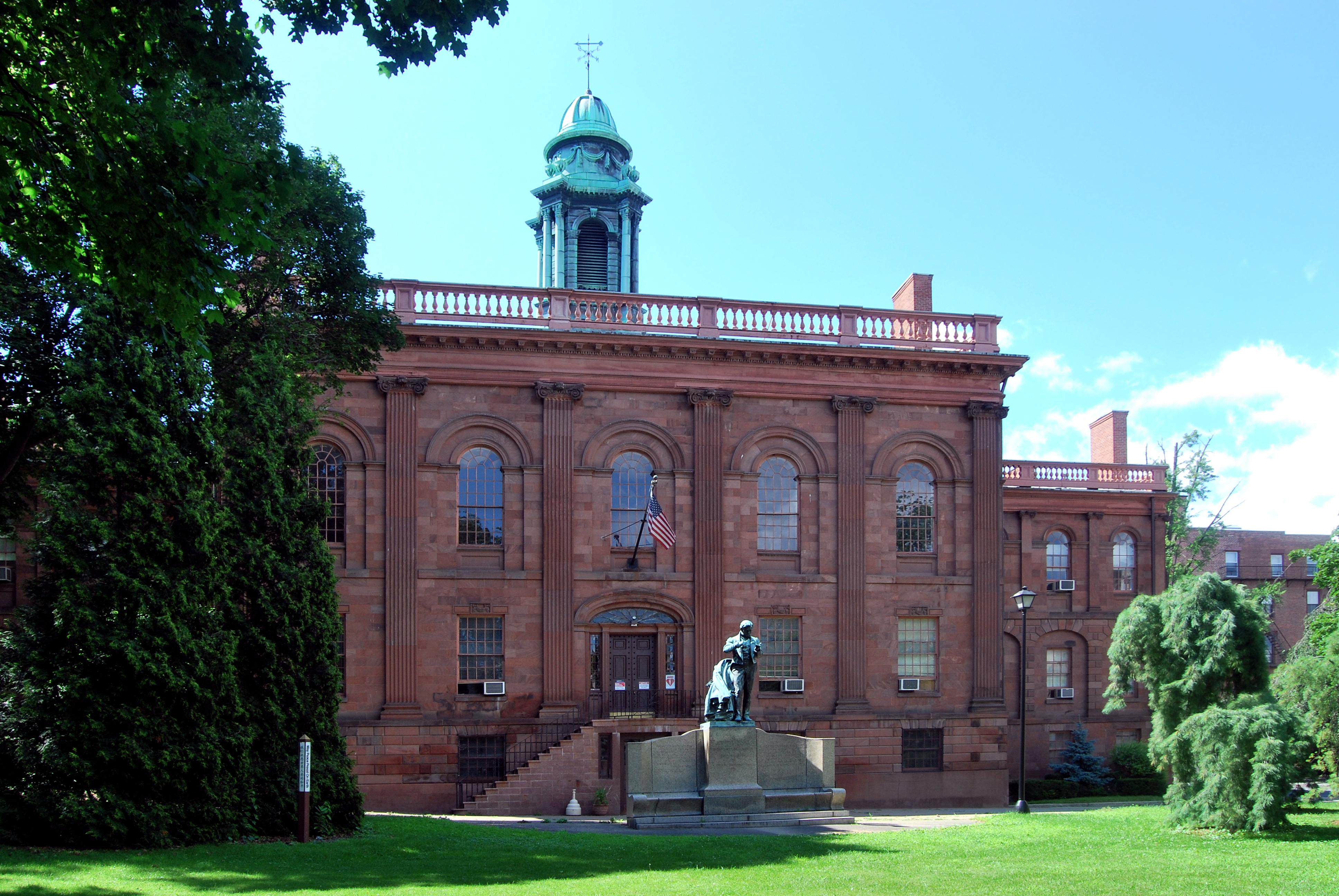
Old Albany Academy Building, la sede del distrito

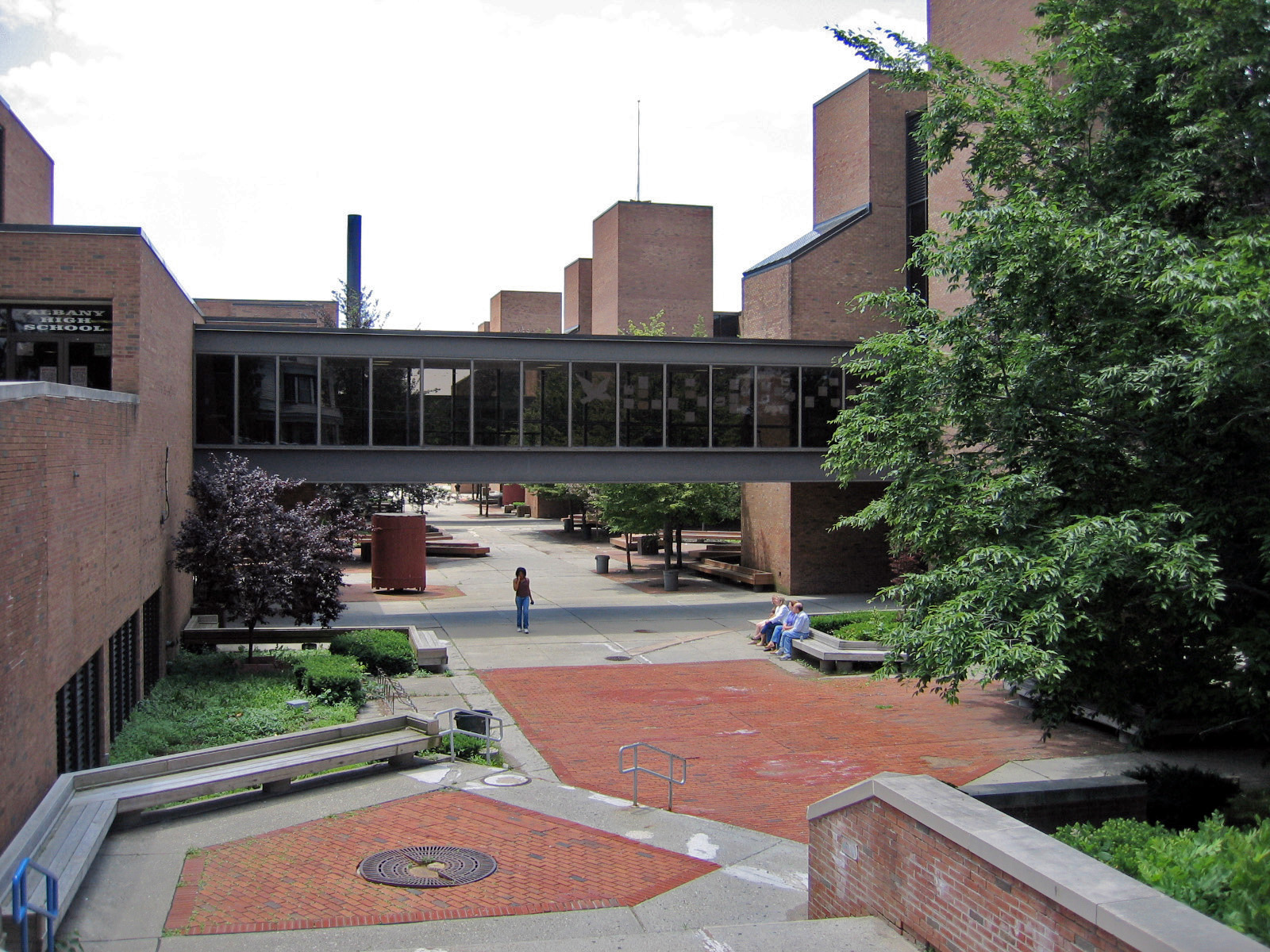
Albany High School en Washington Avenue

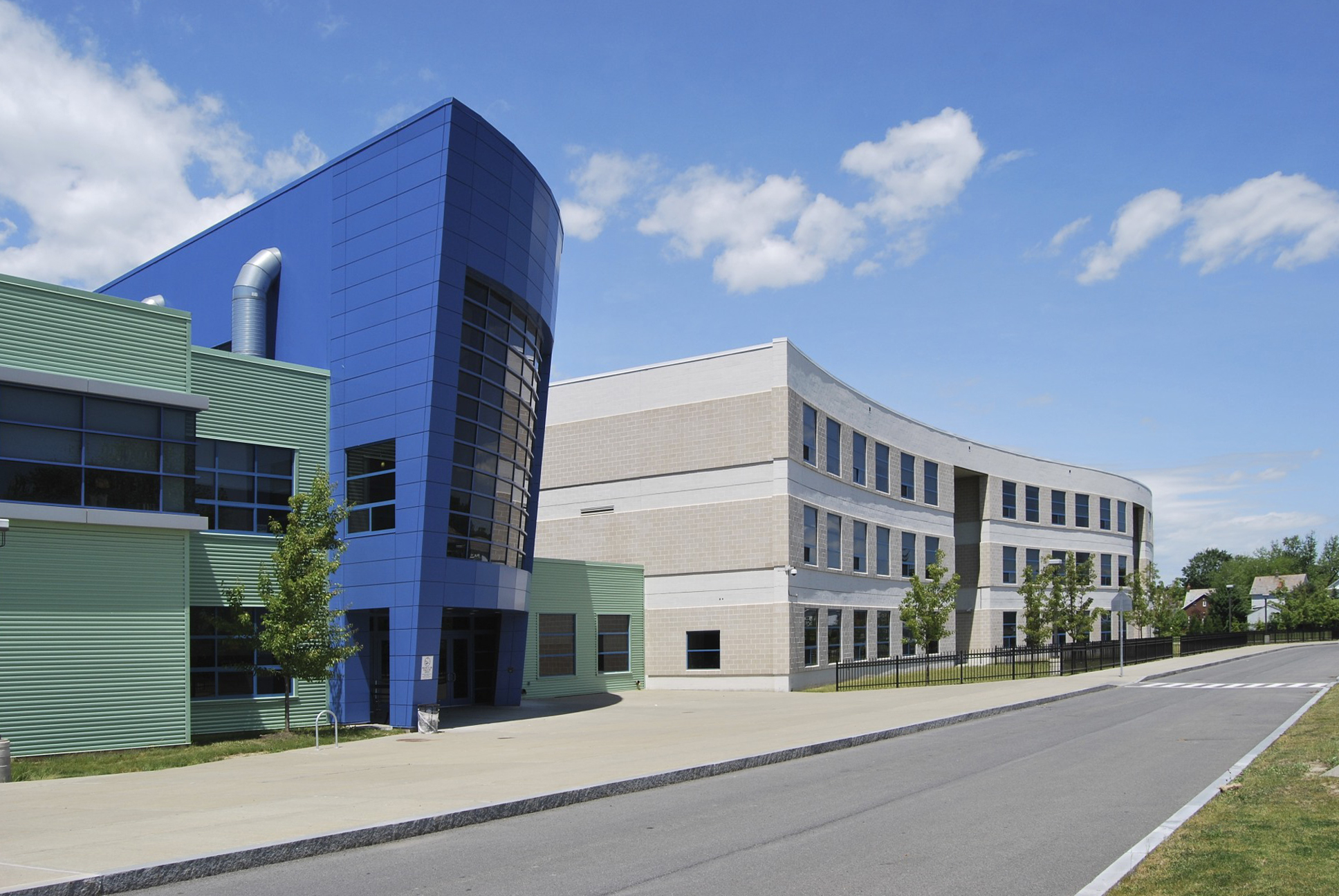
Myers Middle School en Elbel Court

El Distrito Escolar de la Ciudad de Albany (City School District of Albany) es un distrito escolar del Estado de Nueva York. Tiene su sede en Albany. A partir de 2015 la actual superintendente es Marguerite Vanden Wyngaard, Ph.D.
A partir de 2015 el distrito gestiona 17 escuelas: 11 escuelas primarias, tres escuelas medias, una escuela Pre-K-8, una escuela preparatoria comprehensiva, y una escuela alternativa.